# Nootkaton
A nootkaton kristályos szilárd anyag vagy sárga, viszkózus folyadék. Kémiailag a szeszkviterpenoidok és a ketonok közé tartozik.
A (+)-nootkaton a grapefruit aromájának legfontosabb alkotóeleme. Általában ebből vonják ki, de előállítható genetikailag módosított organizmusokkal, vagy a valencén katalitikus oxidációjával.
A (-)-nootkaton gyakorlatilag íztelen.
A Lyme-kórt terjesztő közönséges kullancs (Ixodes ricinus) elleni riasztó spray-kben használják.

## Fordítás
Ez a szócikk részben vagy egészben  a   Nootkatone című angol Wikipédia-szócikk fordításán alapul.  Az eredeti cikk szerkesztőit annak laptörténete sorolja fel. Ez a jelzés csupán a megfogalmazás eredetét és a szerzői jogokat jelzi, nem szolgál a cikkben szereplő információk forrásmegjelöléseként.

## Külső hivatkozások
1. ↑  Description of nootkatone at Leffingwell.com